# Konceptkunst
Konceptkunst er kunst hvor koncept(er) eller idé(er) forbundet med værket er mere væsentlige end traditionelle æstetiske og formelle overvejelser. Mange af værkerne, undertiden kaldet installationer, kan principielt konstrueres af enhver efter kunstnerens skriftlige instruktioner, da den er konstrueret ud fra en idé som er udtænkt på forhånd, snarere end at være resultat af en proces. Metoden var fundamental for kunstneren Sol LeWitts definition af konceptkunst, hvilket var en af de første der kom i trykken:
| Citat      | I konceptkunsten er idéen eller konceptet værkets vigtigste aspekt. Når en kunstner benytter sig af en konceptuel kunstform, betyder det at al planlægning og alle beslutninger er foretaget på forhånd og udførelsen er et mekanisk anliggende. Idéen bliver en maskine der producerer kunsten. | Citat |
| Sol LeWitt | |       |

Dette citat fremhæver en grundlæggende forskel på et traditionelt kunstværk og en konceptuel installation -- i førstnævnte eksempel er kunstnerens håndværk af stor betydning; i det andet har det ingen. Tony Godfrey, forfatter af Conceptual Art, mener at konceptkunsten stiller spørgsmål til hvad der forstås som kunst.
Efter begrebet opstod i 1960erne, refererede det til en stram og fokuseret praksis af idébaseret kunst der ofte udfordrede de traditionelle visuelle kriterier forbundet med billedkunst eksempelvis gennem dens brug af tekst som udtryk. Dog er det op gennem 1990erne i populær tale blevet et bredere synonym for alt samtidskunst, der ikke bygger på traditionelle færdigheder indenfor maleri og skulptur. En forklaring på denne ændring af betydning kan skyldes det problematiske i at definere begrebet fra begyndelsen. Kunstneren Mel Bochner forklarede allerede i 1970 hvorfor han ikke synes om prædikatet "konceptuel", fordi der ikke altid er klarhed omkring betydningen af begrebet og at der er en risiko for at det kan sammenblandes med (kunstnerens) "intention".
Konceptkunst er blandt andet skabt af kunstnere som Sol LeWitt, Joseph Kosuth og Art & Language i USA og Det Forenede Kongerige. 